# Saint-Éloy-de-Gy
Saint-Éloy-de-Gy é uma comuna francesa na região administrativa do Centro, no departamento Cher. Estende-se por uma área de 30,95 km². Em 2010 a comuna tinha 1 590 habitantes (densidade: 51,4 hab./km²).